# 新藤涼平
新藤 涼平（しんどう りょうへい、5月1日 - ）は、日本の男性声優。フリー。石川県出身。勝田声優学院18期生。以前はTABプロダクションに所属。旧名は齋藤 亮太（2010年改名）。

## 出演作品

### 吹き替え
- 食人族（マーク）
- 心霊探偵ホーンテッド（フランク・テイラー）
- 悪霊のいけにえ（ドーカス）
- ゾンビ・オブ・ザ・デッド2（スタイン、ジョー）
- ゾンビ・オブ・ザ・デッド 夕陽の決闘（ジャック）
- patient14（グラント）
- サバイバル・オブ・ザ・デッド（ライアン）
- ゴッド・ギャンブラー ビギンズ（アレックス）
- アンダーブラッド（ルーファス）
- アルティメットブレイク（マイク）
- UKM（ウェイロン）
- ゴッド・ギャンブラー ツインズ大作戦（春天）
- 地球大戦争（弟）
- エイリアン・インパクト ザ・ビギニング（ウォーカー）
- エイリアン・インパクト ザ・ファイナル（ウォーカー）
- レッドイノセンス（ダニエル・クレメンス）
- ジュラシックプラネット（ホセ）
- プラネットX 惑星爆滅
- ダークソード/処刑人（マーティン）
- ジャスティス（ダール）
- ザ・ヒットマン（ヴィンケ）
- トレジャーハンター シリーズ
- クラッシュ・ブレイク（マーク）
- オデュッセウス（オデュッセウス）
- バレット・ブレイク
- シャーク・イン・ベニス
- ブラスト・スタジアム（マーク）
- メテオ エピソード1：超巨大隕石激突
- メテオ エピソード2：地球が崩壊する日
- ガンヘビー 未来戦争
- レディ・エージェント 第三帝国を滅ぼした女たち
- ライヤーゲーム
- エネミーズ・エリア 地獄の勇者たち
- ブラックアウト
- マイ・ネーム・イズ・モデスティ
- スカイ・クラッシュ
- ジョーズ・イン・ツナミ
- インサイドゲーム

### ナレーション
- 魚拓&塾長のスロもん
- 森山ブラザーっす!
- 発掘トレジャーバトル
- 夜パチ必勝指南
- はねデジ王座ウルトラバトル
- 熱海トーナメント2006

### ゲーム
- 幻想水滸伝シリーズ
  - 幻想水滸伝IV（オレーグ、カール）
  - Rhapsodia（カール）
- 閃光騎兵メビウスクロス（ノップ・エルークァ）
- 今日からマ王!（誘拐団、兵士）
- パチパラ14〜風と雲とスーパー海IN沖縄〜
- マワスケス
- 恋ギグ（ヨッシー 他）
- Diary（古賀竜也）
- NOISE―voice of snow―（ウィズレイ）

### CDドラマ
- Yo-Jin-Bo 蒼月城の魔剣（鬼侍）
- MOON CHILDe（男子生徒）
- キミキス セカンドシーズン Vol.2 水澤摩央（不良 他）
- 特殊戦闘員育成機関 ヒーローアカデミーJ（怪人）

### ラジオ
- !OTTOTTO!

### 舞台
- バリバリドカーン